# Lasse Tennander
Lars Arthur "Lasse" Tennander, född 29 april 1945 i Stockholm, är en svensk musiker, kompositör och textförfattare.

## Biografi
Tennander är son till överingenjör Sten Tennander i hans andra äktenskap med Ruth Karlberg samt yngre halvbror till Erik Tennander. Han har en bakgrund som högstadielärare och anlitades i mitten av 1960-talet som låtskrivare av Karusell. Sin första låt fick Tennander inspelad 1966 och han skrev under denna tid en hel del till andra artister, bland andra till Peter Lundblad, Scafell Pike och The Wayfarers. Hans debutalbum Lars Vegas från 1974 innehöll bland annat låten Ska vi gå hem till dig som senare blev en hit i Magnus Ugglas version. Tennander var under 1970-talet aktiv i den vänsterorienterade proggrörelsen och han fick sitt genombrott som artist 1976 med sin andra LP, den mer politiska Alla är vi barn i början.
Tennander gav ut sitt första album på Ljudspår (Europafilms grammofonavdelning). Andra albumet kom ut på det SKP-ägda förlaget Oktober. Då detta förlag senare gick i konkurs, bytte han till det kommersiella skivbolaget Sonet.
Under 1980-talet började Tennander skriva visor utan politiskt innehåll, vilket framför allt märktes med början på albumet Rötter.

## Priser och utmärkelser
- 1987 – Fred Åkerström-stipendiet (första gången detta stipendium utdelades)
- 1996 – Cornelis Vreeswijk-stipendiet
- 2000 – SKAP:s stipendiefond till Evert Taubes minne

## Diskografi

### Album
- 1974 – Lars Vegas (LP)
- 1976 – Alla är vi barn i början (LP)
- 1978 – På jakt… (LP)
- 1979 – Längst därinne är himlen ändå röd (LP/CD)
- 1981 – På egen hand och med fötterna på jorden (Live-LP)
- 1982 – Konsten att hålla balansen (LP)
- 1985 – Rötter (LP/CD)
- 1987 – Ett rum och son (LP/CD)
- 1989 – Spotlight (Samlings-CD)
- 1990 – Fullständiga rättigheter (LP/CD)
- 1992 – Nu (CD)
- 1993 – En liten stund på vår jord (Ballader 1978–1993) (CD)
- 1997 – Tennander (CD)
- 2002 – Så länge hjärtat kan slå (Tennander möter Taube) (CD)
- 2003 – Därifrånochhit (Sånger 1974–2003) (CD)
- 2007 – Fortsättning följer... (CD)
- 2011 – Eremit i ett kollektiv – Solo/Live (CD+DVD)

### Singel/maxi som del av gruppenThe Sylvesters
- "A Happy, Happy Year For Us All" (1990)

### Kända låtar
- "Ska vi gå hem till dig"
- "Med revade segel"
- "Lisa Lisa"
- "Rötter"
- "Nu blåser vi ut ljusen (Stolta stad)"